# Бигас Луна
Хосе Хуан Бигас Луна (шп. José Juan Bigas Luna; 19. март 1946 — 6. април 2013) био је шпански филмски редитељ, сценариста, сликар и фотограф.

## Биографија
Професионалну каријеру започео је у свету дизајна у шездесетим годинама прошог века када је показао и велики таленат за концептуалну уметност и визуелне технологије. Средином седамдесетих снимао је углавном краткометражне филмове, а прво дугометражно остварење био је филм Tatuaje из 1978. године који није остварио неки запаженији успех код публике. Већ следећи филм Билбао (1978) је приказан на Канском фестивалу. Након четири филма 1986. се повлачи из света филмске уметности и одлази у Тарагону где се посвећује сликарству. На сцену се враћа 1990. као режисер филма Las edades de Lulú који је наишао на јако добар пријем код публике.
У периоду 1992—94 настала је чувена „Иберијска трилогија“ (Trilogía Ibérica) која је започела ремек делом Шунка, шунка 1992, а наставила се остварењима Златна јаја (1993) и Месец и сиса (1994) који су му донели светску славу.
У својим филмовима, Луна експериментише са авангардом и новим технологијама.
На светској изложби у Шангају 2010. године, Луна је у шпанском павиљону поставио велику милтимедијалну инсталацију под именом „Порекло“ у којој је сједињен шпански фламенко, уметност скулптуре и видеа.
Преминуо је од рака 6. априла 2013. године у 67. години живота у својој кући у Шпанији.

## Филмографија
- (1976)
- (Билбао 1978)
- (1981)
- (1983)
- (Лола1986)
- (Агонија, 1987)
- (1990)
- (Шунка, шунка 1992)
- (1993)
- (1994)
- (1996)
- (Бамбола 1996)
- (1997)
- (1999)
- (2001)
- (2006)
- (2010)